# Ланцюг виживання
Ланцюг виживання — порядок дій, правильне проведення яких зменшує смертність, зумовлену із зупинкою серцевої діяльності. Як і будь-який ланцюг, ланцюг виживання міцний настільки, наскільки міцна його найслабша ланка. Зазвичай вирізняють чотири основні незалежні ланки ланцюга виживання: ранній доступ, рання СЛР, рання дефібриляція, та рання розширена кардіальна підтримка життя.

## Загальна інформація
«Ланцюг виживання» — метафора, яку вперше опублікували у березні 1981 в інформаційному бюлетені про СЛР для жителів Орландо, Флорида. Термін далі розвивала Мері М. Ньюмен, використовуючи як гасло на конференції для міських жителів  у 1998. Вона також описала його у статті для Журналу екстрених медичних служб (англ. Journal of Emergency Medical Services) у 1989. Американська асоціація серця  прийняла концепцію і виклала її у своїх рекомендаціях по СЛР 1992 року, Міжнародний комітет взаємодії по ресусцитації (англ. International Liaison Committee on Resuscitation, ILCOR) повторив концепцію у 1997.

## Ранній доступ
В ідеалі, хтось має визначити наближення зупинки серця або помітити зупинку серця та якнайшвидше задіяти екстрену медичну систему, негайно подзвонивши у екстрену служб.. На жаль, багато людей, які відчувають симптоми (наприклад, стенокардію), які можуть призвести до зупинки серця, ігнорують ці загрозливі симптоми або, якщо правильно розпізнаючи ці симптоми, не зв'язуються із екстреною медичною допомогою, вважаючи за краще сконтактувати з родичами (старші люди часто звертаються до своїх дорослих дітей, а не до служби екстреної допомоги).

## Рання СЛР
Аби вона була максимально ефективною, СЛР мають проводити свідки зупинки серцевої діяльності. Якщо правильно проводити СЛР, можна підтримати роботу серця при фібриляції шлуночків на 10-12 хвилин довше. Базова СЛР може підтримати життя до прибуття тренованого персоналу.

## Рання дефібриляція
Більшість зупинок серцевої діяльності дорослих, при яких ефективні реанімаційні заходи, зумовлені фібриляцією шлуночків або безпульсовою шлуночковою тахікардією ventricular tachycardia. Рання дефібриляція — це та ланка в ланцюзі, яка найбільше покращує виживання. Доступ до дефібриляторів у громадських місцях може бути ключем до покращення рівня виживання при позагоспітальній зупинці серцевої діяльності, але має найбільшу цінність, коли інші ланки в ланцюзі також не слабкі.

## Рання розширена допомога
Рання розширена кардіальна підтримка життя, яку проводять парамедики — це ще одна критична ланка у ланцюгу виживання. У громадах із показниками виживання > 20 %, мінімум два з людей, що проводять реанімаційні заходи мають навички розширеного рівня. У деяких країнах надання екстреної медичної допомоги може проводитись водіями машин швидкої медичної допомоги, парамедиками, медичними сестрами та лікарями.

## Варіанти
На даний час різні організації можуть вказувати на ланцюги з дещо відмінними ланками, хоча основа залишається та ж.
Варіант ланцюга виживання у сучасному викладенні Американської асоціації серця:
- Негайне розпізнавання зупинки серця та активація екстреної медичної служби
- Рання СЛР з найбільшою увагою на натискання на грудну клітку
- Рання дефібриляція
- Ефективна розширена підтримка життя
- Інтегрована постреанімаційна допомога[9].